# ممفیس شرکتی

تصویرسازی به سبک ممفیس شرکتی از کتابخانهٔ طراحی هیومااانز (Humaaans)

ممفیس شرکتی (به انگلیسی: Corporate Memphis) اصطلاحی است (اغلب تحقیرآمیز) برای توصیف یک سبک هنری مسطح و هندسی، که به‌طور گسترده در تصاویر بیگ تِک در اواخر دههٔ ۲۰۱۰ و اوایل دههٔ ۲۰۲۰ میلادی استفاده می‌شود. اغلب به عنوان بی‌الهام و دیستوپیایی به نظر می‌رسد.

## ریشه‌ها
در نظر گرفته می‌شود که ممفیس شرکتی ریشه در سبکی دارد که به آن هنر-تخت لقب داده شده‌است - دستهٔ وسیعی از سبک‌های مصور که با اشکال مسطح و نسبت‌های اغراق‌آمیز مشخص می‌شود. با این حال، پیدایش ممفیس شرکتی به عنوان سبک خاص خود اغلب به آلگریا نسبت داده می‌شود، یک سیستم تصویرسازی که توسط فیس‌بوک به آژانس طراحی باک استودیوز در سال ۲۰۱۷ میلادی سفارش داده شد.
عنوان این سبک، که به صورت محاوره‌ای اختصاص داده شده‌است، اشاره‌ای به گروه ممفیس، یک گروه معماری ایتالیایی از دههٔ ۱۹۸۰ میلادی دارد که به دلیل طرح‌هایشان که اغلب پر زرق‌وبرق به نظر می‌رسند، شناخته می‌شوند. همچنین به عنوان سبک آلگریا، یا سبک هنری بیگ تِک نیز شناخته می‌شود. تصویرگرانی که در این سبک کار می‌کنند اغلب از آن به عنوان هنر تخت یاد می‌کنند.

## ویژگی‌های بصری
نقوش رایج، شخصیت‌های انسان تخت در حین کُنش، با ویژگی‌های نامتناسب مانند اندام‌های بلند و خمیده، نیم‌تنه‌های کوچک، حداقل ویژگی‌های چهره، و رنگ‌های درخشان بدون هیچ گونه ترکیبی هستند. رنگ‌های پوست اغلب به شیوه‌ای غیر-بازنمایانه نشان داده می‌شوند، با رنگ‌هایی مانند آبی و ارغوانی که به منظور ایجاد حس فراگیری به کار می‌روند.

## پذیرش
از آن زمان این سبک به دلیل عمومی بودن، استفادهٔ بیش از حد، و تلاش برای پاکسازی ادراک عمومی با ارائهٔ تعامل انسانی در خوش‌بینی آرمان‌شهری مورد انتقاد قرار گرفت. همچنین تصور می‌شود که نقد این سبک هنری، ریشه در نقد سرمایه‌داری دارد.